# David Richards (producer)
David Richards (1956 – 2013. december 20.) zenei producer. A Montreux-i Mountain Studiosban (1979 és 1993 között a Queen együttes alkalmazásában) hangmérnökként és producerként számos Queen és David Bowie albumon közreműködött. Nem egy alkalommal játszott billentyűs hangszereken.

## Albumok
Albumok, amelyeken közreműködött:
- Roger Taylor – Strange Frontier (1984)
- Jimmy Nail – Take It or Leave It (1985)
- Feargal Sharkey – Feargal Sharkey (1985)
- Queen – A Kind of Magic (1986)
- Iggy Pop – Blah Blah Blah (1986)
- Virginia Wolf – Virginia Wolf (1986)
- David Bowie – Never Let Me Down (1987)
- The Cross – Shove It (1988)
- Freddie Mercury és Montserrat Caballé – Barcelona (1988)
- Queen – The Miracle (1989)
- Queen – Innuendo (1991)
- David Bowie – The Buddha of Suburbia (1993)
- David Bowie – Outside (1995)
- Queen – Made in Heaven (1995)